# علی حیدری مکری
علی حیدری مکری از سیاستمداران ایرانی بود، که در دوره‌های ششم،  هفتم،  نهم،  یازدهم و  دوازدهم بعنوان نماینده مهاباد در مجلس شورای ملی حضور داشت.